# Cupa Laver 2019
Cupa Laver 2019 a fost a treia ediție a Cupei Laver, turneul de tenis masculin între echipe din Europa și restul lumii. S-a jucat pe terenuri cu suprafață dură, în interior, la Palexpo din Geneva, Elveția, în perioada 20–22 septembrie.
Echipa Europa și-a apărat cu succes titlul pentru al treilea an consecutiv, câștigând turneul cu 13−11.

## Participanți
| Echipa Europa                | Echipa Europa |
| ---------------------------- | ------------- |
| Căpitan: Björn Borg          |               |
| Vice-căpitan: Thomas Enqvist |               |
| Jucător                      | Poz           |
| Rafael Nadal                 | 2             |
| Roger Federer                | 3             |
| Dominic Thiem                | 5             |
| Alexander Zverev             | 6             |
| Stefanos Tsitsipas           | 7             |
| Fabio Fognini                | 11            |
| Roberto Bautista Agut (Rez.) | 10            |

| Echipa Lume                   | Echipa Lume |
| ----------------------------- | ----------- |
| Căpitan: John McEnroe         |             |
| Vice-căpitan: Patrick McEnroe |             |
| Jucător                       | Poz         |
| Kevin Anderson                | 18          |
| John Isner                    | 20          |
| Milos Raonic                  | 24          |
| Nick Kyrgios                  | 27          |
| Taylor Fritz                  | 30          |
| Denis Șapovalov               | 33          |
| Jack Sock                     | 210         |
| Jordan Thompson (Rez)         | 53          |

|  | S-a retras |
|  | A înlocuit |

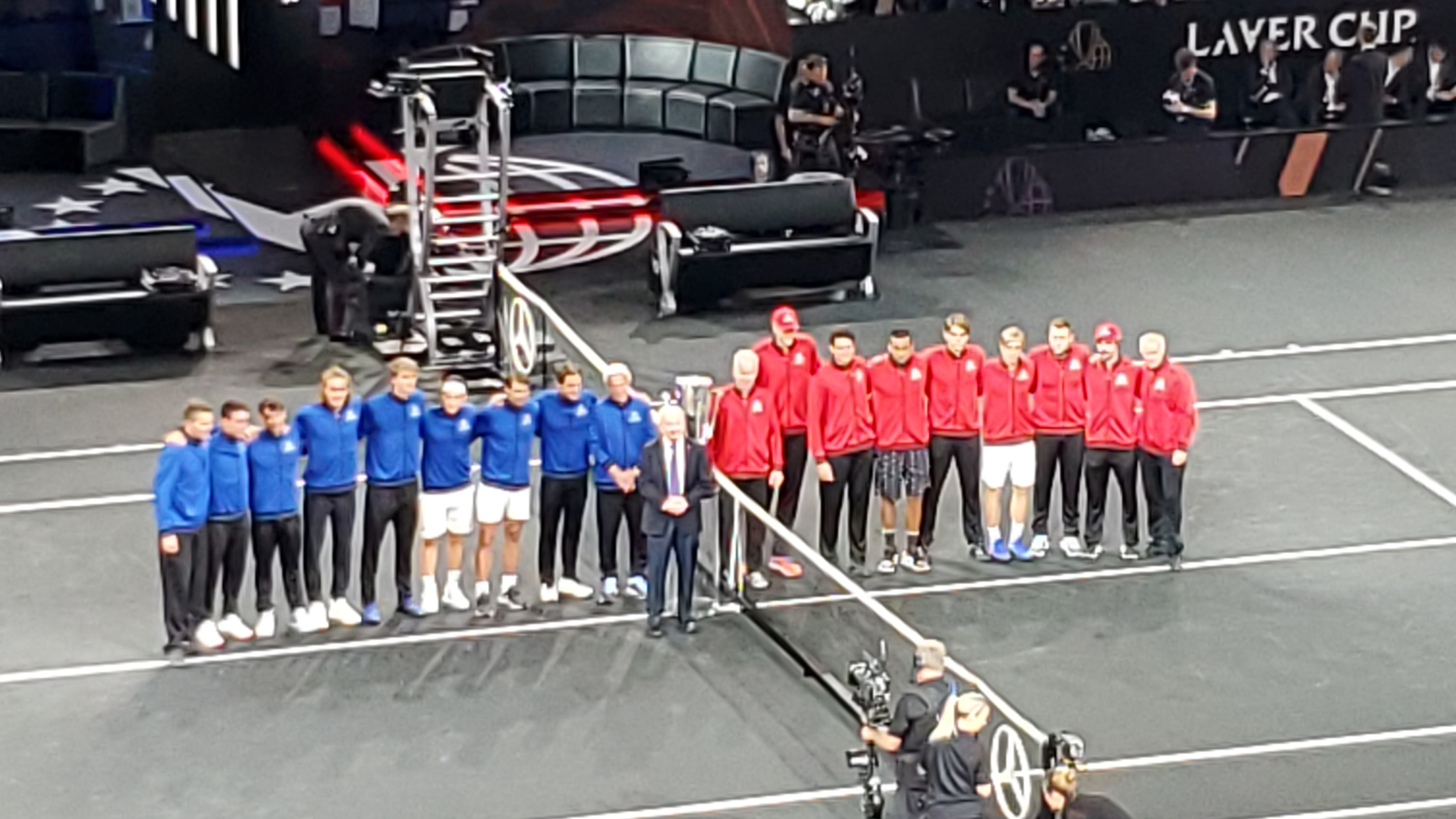
Echipe Cupa Laver 2019, cu Echipa Europa în albastru și Echipa Lume în roșu. Ceremonia de deschidere.

- Clasament simplu masculin la 16 septembrie 2019
- Rez = Rezervă

## Rezultate
| Dată               | Probă  | Europa                           | Scor              | Restul Lumii              | Puncte |
| ------------------ | ------ | -------------------------------- | ----------------- | ------------------------- | ------ |
| 20 septembrie 2019 | simplu | Dominic Thiem                    | 6-4, 5-7, [13-11] | Denis Șapovalov           | 1-0    |
| 20 septembrie 2019 | simplu | Fabio Fognini                    | 1-6, 63-7         | Jack Sock                 | 1-1    |
| 20 septembrie 2019 | simplu | Stefanos Tsitsipas               | 6-2, 1-6, [10-7]  | Taylor Fritz              | 2-1    |
| 20 septembrie 2019 | dublu  | Roger Federer Alexander Zverev   | 6-3, 7-5          | Denis Șapovalov Jack Sock | 3-1    |
| 21 septembrie 2019 | simple | Alexander Zverev                 | 7-62, 4-6, [1-10] | John Isner                | 3-3    |
| 21 septembrie 2019 | simple | Roger Federer                    | 65-7, 7-5, [10-7] | Nick Kyrgios              | 5-3    |
| 21 septembrie 2019 | simple | Rafael Nadal                     | 6-3, 7-61         | Milos Raonic              | 7-3    |
| 21 septembrie 2019 | double | Rafael Nadal Stefanos Tsitsipas  | 4-6, 6-3, [6-10]  | Nick Kyrgios Jack Sock    | 7-5    |
| 22 septembrie 2019 | dublu  | Stefanos Tsitsipas Roger Federer | 7-5, 4-6, [8-10]  | John Isner Jack Sock      | 7-8    |
| 22 septembrie 2019 | simplu | Dominic Thiem                    | 5-7, 7-63, [6-10] | Taylor Fritz              | 7-11   |
| 22 septembrie 2019 | simplu | Roger Federer                    | 6-4, 7-63         | John Isner                | 10-11  |
| 22 septembrie 2019 | simplu | Alexander Zverev                 | 6-4, 3-6, [10-4]  | Milos Raonic              | 13-11  |